# Knippgentiana
Knippgentiana (Gentiana asclepiadea) är en gentianaväxtart som beskrevs av Carl von Linné. Enligt Catalogue of Life ingår Knippgentiana i släktet gentianor och familjen gentianaväxter, men enligt Dyntaxa är tillhörigheten istället släktet gentianor och familjen gentianaväxter. Arten förekommer tillfälligt i Sverige, men reproducerar sig inte. Inga underarter finns listade i Catalogue of Life.